# Fórum Evolución
Fórum Evolución es el nombre del Palacio de Congresos y Auditorio municipal, un edificio situado en el Complejo de la Evolución Humana, en la ciudad española de Burgos. Diseñado por el arquitecto español Juan Navarro Baldeweg, inició su construcción hacia 2005, y abrió sus puertas en junio de 2012.
Fue construido con la idea de dotar a la ciudad de las instalaciones necesarias para celebrar congresos nacionales e internacionales, así como otros eventos lúdicos como conciertos o teatro. Situado en la ribera del río Arlanzón, muy cerca del centro histórico, y en una zona peatonal.

## Características
El edificio del Palacio de Congresos, Exposiciones y Auditorio, que linda con la plaza del Conde de Castro, posee una superficie construida de 31.050 m², a los que hay que añadir el espacio destinado a la cafetería y restaurante, 2300 m².
El Palacio de Congresos consiste básicamente de:
- Auditorio. Posee una capacidad de 1.425 butacas. Es el que alberga grandes eventos. En su interior hay un gran escenario, un foso para la orquesta, un anfiteatro, salas de reuniones y espacios destinados a la administración, cabinas de control e iluminación, camerinos, salas de peluquería, maquillaje y sastrería, y sala de prensa, entre otras instalaciones.

- Sala de Congresos. Auditorio secundario con capacidad de 492 butacas. Está situado en la zona noreste del edificio. Uno de los lateraes posee un amplio ventanal acristalado.

- Sala de Exposiciones. Iluminado cenitalmente que, al mismo tiempo, infiltra la luz a los vestíbulos. El espacio está distribuido a lo largo de las diferentes plantas.

- 21 Salas polivalentes.

- Oficinas.
- En la parte inferior se encuentra el aparcamiento del Complejo de la Evolución Humana con 1.400 plazas, uno de los mayores de Castilla y León.

## Gerencia
Desde marzo de 2016 su director gerente es Juan José Pastor.

## Oficina de Congresos de Burgos
Dentro del Palacio de Congresos está ubicada la Oficina de Congresos de Burgos (en otras ciudades se llama Convention Bureau), cuya finalidad es promocionar la ciudad como destino de congresos y eventos, siendo Burgos uno de los destinos que forman parte del Spain Convention Bureau.